# Kejsarens magi
Kejsarens magi (originaltitel: Emperor Mage) är en roman av Tamora Pierce som är utgiven 1994. Den svenska översättningen av Ylva Spångberg utkom 2004. Boken är den tredje i serien De odödliga.

## Handling
Flickan Daine seglar tillsammans med några av sina mäktigaste och viktigaste vänner till landet Carthak för att mäkla fred mellan Tortall och kejsar Ozorne. Där möts de av idel lyx och påklistrade leender. Men Daine anar oråd och mörk magi. och plötsligt äger hon själv en ny kraft hon inte kan styra. Vad ska hon ta sig till när hon inte utåt får visa sin oro.

## ISBN
- ISBN 91-638-2737-9